# Brachymyrmex gagates
Brachymyrmex gagates är en myrart som beskrevs av Wheeler 1934. Brachymyrmex gagates ingår i släktet Brachymyrmex och familjen myror. Inga underarter finns listade.